# Paranyctimene tenax
Paranyctimene tenax é uma espécie de morcego da família Pteropodidae. Endêmica da Nova Guiné e de ilhas adjacentes como Salawati e Waigeo.